# کولاک (فیلم ۲۰۰۳)
«طوفان برف» (انگلیسی: Blizzard (film)) فیلمی در ژانر درام به کارگردانی لوار بارتون است که در سال ۲۰۰۳ منتشر شد. از بازیگران آن می‌توان به کریستوفر پلامر، برندا بلتین، کوین پولاک، جاناتان ویلسون، و ووپی گلدبرگ اشاره کرد.